# Metropolitan Borough of St Helens
St Helens ist ein Metropolitan Borough im Metropolitan County Merseyside in England. Verwaltungssitz ist die gleichnamige Stadt St Helens, in der etwas mehr als die Hälfte der Bevölkerung lebt. Weitere bedeutende Orte im Borough sind Earlestown, Eccleston, Haydock, Newton-le-Willows und Rainford.
Die Reorganisation der Grenzen und der Kompetenzen der lokalen Behörden führte 1974 zur Bildung des Metropolitan Borough. Fusioniert wurden dabei der County Borough von St Helens, die Urban Districts von Haydock, Newton-le-Willows und Rainford, Teile der Urban Districts von Billinge-and-Winstanley und Ashton-in-Makerfield sowie ein Teil des Whiston Rural District. Diese Gebietskörperschaften gehörten zuvor zur Grafschaft Lancashire.
1986 wurde St Helens faktisch eine Unitary Authority, als die Zentralregierung die Verwaltung von Merseyside auflöste. St Helens blieb für zeremonielle Zwecke Teil von Merseyside, wie auch für einzelne übergeordnete Aufgaben wie Polizei, Feuerwehr und öffentlicher Verkehr.

## Städtepartnerschaften
- Stuttgart, Deutschland, seit 1948
- Chalon-sur-Saône